# جفرسون در پاریس
جفرسون در پاریس (به انگلیسی: Jefferson in Paris) فیلمی محصول سال ۱۹۹۵ و به کارگردانی جیمز آیووری است. در این فیلم بازیگرانی همچون نیک نولتی، گرتا اسکاکی، ژان-پیر آمون، سیمون کالو، ست گیلیام، جیمز ارل جونز، مایکل لونزدل، نانسی مرشان، تندی نیوتون، گوئینت پالترو، لمبرت ویلسون، شارلوت دو تورکیم، کاترین سمی، السا زیلبرشتاین، ویلیام مسلی، ورنن دابچف و اسماعیل مرچنت ایفای نقش کرده‌اند.